# El pare
El pare (en anglès original, The Father) és una pel·lícula britànica del 2020, adaptació de l'obra de teatre Le Père, dirigida per Florian Zeller i protagonitzada Anthony Hopkins i Olivia Colman. Va obtenir una gran rebuda després de la seva première mundial al Festival de Sundance 2020. Ha estat distribuïda per Sony Pictures Classics Ha estat doblada al català.

## Le Père
Le Père és una obra teatral de Florian Zeller. Segons The Times, és « una de les millors obres de la dècada». Es va estrenar a més de 50 països i ha guanyat nombrosos premis arreu del món.

## Sinopsi
Anthony té gairebé 83 anys. Viu sol al seu apartament de Londres i rebutja tots els auxiliars d'infermeria que la seva filla, Anne, intenta imposar-li.
Però Anne ho veu com una necessitat inevitable perquè ja no podrà visitar-lo tots els dies. Ha pres la decisió d'anar-se'n a viure a París amb l'home que acaba de conèixer.
Llavors, qui és aquest estrany amb qui Anthony es troba a la seua sala i que afirma haver estat casat amb Anne durant més de deu anys? I per què diu amb convicció que estan a la seva llar? Anthony està perdent el cap? No obstant això, reconeix el lloc: de fet, és el seu apartament, i just el dia anterior, Anne li va recordar que s'havia divorciat. I no pensava simplement mudar-se a París? Llavors, Per què ara afirma que no? Alguna cosa s'està tramant al seu voltant, com si el món, per moments, hagués deixat de ser lògic. Tret que la seva filla i el seu nou company tractin de fer-li semblar que és boig? Potser tenen com a objectiu quedar-se amb el seu apartament? Volen desfer-se d'ell? I on està Lucy, la seva altra filla?
Perdut en un laberint de preguntes sense resposta, Anthony tracta desesperadament d'esbrinar què succeeix al seu voltant. "El Pare" relata la dolorosa trajectòria d'un home la realitat del qual a poc a poc es fa miques davant els nostres ulls.

## Repartiment
- Anthony Hopkins: Anthony
- Olivia Colman: Anne
- Rufus Sewell: Paul
- Imogen Poots: Laura
- Olivia Williams: la dona
- Mark Gatiss: l'hombe

## Estrena
El pare es va estrenar al Sundance Film Festival el 27 de gener de 2020. Abans, Sony Pictures Classics i Lionsgate adquirien els drets de distribució als Estats Units i al Regne Unit de la pel·lícula, respectivament. També es va projectar al Festival Internacional de Cinema de Toronto el 14 de setembre de 2020 i a l'AFI Fest a l'octubre de 2020.
La pel·lícula era previst per estrenar-se al Regne Unit el 12 de març de 2021, amb retard des d'una data anterior del 8 de gener en resposta a una tercera onada de la pandèmia per COVID-19. Als Estats Units, la pel·lícula començarà una estrena limitada a Nova York i Los Angeles el 26 de febrer, abans d’ampliar-se el 12 de març i després estarà disponible per a vídeo en demanda a partir del 26 de març. Originalment estava previst que es llancés el 18 de desembre de 2020.

## Recepció
A l'agregador de ressenyes Rotten Tomatoes, la pel·lícula té una qualificació d'aprovació del 100% basada en 50 ressenyes, amb una qualificació mitjana de 8,7/10. El consens de la crítica del lloc web diu: "Dirigit per actuacions estel·lars i dirigit per l'artista i director Florian Zeller, "El pare" presenta un retrat devastador i empàtic de la demència". A Metacritic, té una puntuació mitjana ponderada de 87 sobre 100, basat en 12 crítics, indicant "aclamació universal".
A Variety, Owen Gleiberman va dir que "El Pare fa una cosa que poques pel·lícules han aconseguit d'una manera que pot considerar-se completa, sobre el deteriorament mental que la vellesa ha provocat. Així, ens situa en la ment d'algú que perd la ment, i ho fa revelant que aquesta ment és un lloc d'experiència aparentment racional i coherent". Per The Guardian, Benjamin Lee va escriure sobre l'actuació de Hopkins: "És un treball sorprenent i esfereïdor, veure'l provar d'explicar-se racionalment a si mateix i als qui l'envolten el que està vivint. En alguns dels moments més tranquils de la pel·lícula, el seu món canvia encara de nou, però es queda en silenci, sabent que qualsevol intent de qüestionar-se el que en ell s'ha desvetllat només caurà en orelles sordes. Hopkins mostra tota una gamma d'emocions, que van des de la fúria, passant per la indignació, fins al disgust; i mai no sembla gens ni mica un personatge construït, malgrat l'associació que d'ell fem com a actor amb una carrera històrica".
Todd McCarthy, de The Hollywood Reporter, va escriure: "La millor pel·lícula sobre el pes de l'envelliment des d’Amour fa vuit anys, El pare fa una mirada atractiva, subtil i matisada sobre la demència invasora i la deterioració que afecta a aquells que estan molt a prop dels afectats. Encapçalada per una interpretació estupenda d'Anthony Hopkins com a orgullós anglès en negació de la seva condició, aquesta penetrant obra marca un debut extraordinari en la direcció de l'autor francès de l'obra Florian Zeller.
Escrivint per a Indiewire, David Ehrlich va dir: "Zeller adapta la seva premiada obra homònima amb una visió acerada i una confiança notable, ja que l'escriptor-director fa ús de la càmera com si hagués estat darrere d'una durant tota la seva vida. (. ..) En mans de Zeller, el que sembla ser un retrat que sembla convencional d’un home vell mentre s'enfosa contra la seva filla i el seu conserge es revela lentament com el brillant estudi d’una ment al mar i del dolor indescriptible de veure com algú s'ofega".

## Participació en festivals
- Sundance Film Festival: selecció oficial
- Festival Internacional de Cinema de Toronto: selecció oficial[19]
- Festival de Cinema de Telluride: selecció oficial[20]
- Festival Internacional de Cinema de Sant Sebastià: Secció Perlak
- Festival de Cinema de Zuric:[21] selecció oficial
- Festival Internacional de Cinema de Hamptons: selecció oficial[22]
- Festival de Cinema Britànic de Dinard[23]

## Nominacions i premis
| Premi                                                    | Categoria                                                                          | Nominat                                                 | Resultat  | Ref.   |
| -------------------------------------------------------- | ---------------------------------------------------------------------------------- | ------------------------------------------------------- | --------- | ------ |
| Premis Oscar                                             | Millor pel·lícula                                                                  | David Parfitt, Jean-Louis Livi and Philippe Carcassonne | Nominat   | [ 24 ] |
| Premis Oscar                                             | Millor actor                                                                       | Anthony Hopkins                                         | Guanyador | [ 24 ] |
| Premis Oscar                                             | Millor actriu secundària                                                           | Olivia Colman                                           | Nominat   | [ 24 ] |
| Premis Oscar                                             | Millor guió adaptat                                                                | Florian Zeller and Christopher Hampton                  | Guanyador | [ 24 ] |
| Premis Oscar                                             | Millor muntatge                                                                    | Yorgos Lamprinos                                        | Nominat   | [ 24 ] |
| Premis Oscar                                             | Millor disseny de producció                                                        | Peter Francis and Cathy Featherstone                    | Nominat   | [ 24 ] |
| Austin Film Critics Association Awards                   | Best Actor                                                                         | Anthony Hopkins                                         | Nominat   | [ 25 ] |
| Austin Film Critics Association Awards                   | Best Supporting Actress                                                            | Olivia Colman                                           | Nominat   | [ 25 ] |
| Austin Film Critics Association Awards                   | Best Screenplay                                                                    | Florian Zeller and Christopher Hampton                  | Nominat   | [ 25 ] |
| Austin Film Critics Association Awards                   | Best Editing                                                                       | Yorgos Lamprinos                                        | Nominat   | [ 25 ] |
| Premis British Independent Film                          | Millor pel·lícula independent britànica                                            | Millor pel·lícula independent britànica                 | Nominat   | [ 26 ] |
| Premis British Independent Film                          | Millor director                                                                    | Florian Zeller                                          | Nominat   | [ 26 ] |
| Premis British Independent Film                          | Millor actor                                                                       | Anthony Hopkins                                         | Nominat   | [ 26 ] |
| Premis British Independent Film                          | Millor guió                                                                        | Florian Zeller i Christopher Hampton                    | Nominat   | [ 26 ] |
| Premis British Independent Film                          | Millor muntatge                                                                    | Yorgos Lamprinos                                        | Guanyador | [ 26 ] |
| Premis British Independent Film                          | Millor disseny de producció                                                        | Peter Francis                                           | Nominat   | [ 26 ] |
| Boston Society of Film Critics                           | Millor director novell                                                             | Florian Zeller                                          | Guanyador | [ 27 ] |
| Boston Society of Film Critics                           | Millor actor                                                                       | Anthony Hopkins                                         | Guanyador | [ 27 ] |
| Chicago Film Critics Association                         | Millor actor                                                                       | Anthony Hopkins                                         | Nominat   | [ 28 ] |
| Chicago Film Critics Association                         | Millor guió                                                                        | Florian Zeller and Christopher Hampton                  | Nominat   | [ 28 ] |
| Festival Internacional de Cinema de Sant Sebastià        | Premi de l’Audiència                                                               | Premi de l’Audiència                                    | Guanyador | [ 29 ] |
| Cinéfest Sudbury International Film Festival             | Audience Choice Award                                                              | Audience Choice Award                                   | Guanyador | [ 30 ] |
| Florida Film Critics Circle                              | Millor director                                                                    | Florian Zeller                                          | Nominat   | [ 31 ] |
| Florida Film Critics Circle                              | Millor opera prima                                                                 | Florian Zeller                                          | Nominat   | [ 31 ] |
| Florida Film Critics Circle                              | Millor actor                                                                       | Anthony Hopkins                                         | Guanyador | [ 31 ] |
| Florida Film Critics Circle                              | Millor guió adaptat                                                                | Florian Zeller i Christopher Hampton                    | Nominat   | [ 31 ] |
| Los Angeles Film Critics Association                     | Millor muntatge                                                                    | Yorgos Lamprinos                                        | Guanyador | [ 32 ] |
| Festival de Cinema de Telluride                          | Premi Silver Medallion                                                             | Anthony Hopkins                                         | Guanyador |        |
| Festival Internacional de Cinema de Toronto              | Premi Tribute                                                                      | Anthony Hopkins                                         | Guanyador | [ 33 ] |
| Festival Internacional de Cinema de Toronto              | Premi de l’Audiència                                                               | Premi de l’Audiència                                    | Nominat   | [ 34 ] |
| Festival de Cinema de Zuric                              | Premi Golden Eyes                                                                  | Olivia Colman                                           | Guanyador | [ 35 ] |
| San Diego Film Critics Society                           | Millor director                                                                    | Florian Zeller                                          | Nominat   | [ 36 ] |
| San Diego Film Critics Society                           | Millor actor                                                                       | Anthony Hopkins                                         | Nominat   | [ 36 ] |
| San Diego Film Critics Society                           | Millor guió                                                                        | Florian Zeller i Christopher Hampton                    | Guanyador | [ 36 ] |
| Houston Film Critics Society                             | Millor pel·lícula                                                                  | Millor pel·lícula                                       | Nominat   | [ 37 ] |
| Houston Film Critics Society                             | Millor actor                                                                       | Anthony Hopkins                                         | Nominat   | [ 37 ] |
| Houston Film Critics Society                             | Millor actriu de repartiment                                                       | Olivia Colman                                           | Nominat   | [ 37 ] |
| London Critics Circle Film                               | Best British Film                                                                  | Best British Film                                       | Nominat   | [ 38 ] |
| London Critics Circle Film                               | Millor actor                                                                       | Anthony Hopkins                                         | Nominat   | [ 38 ] |
| London Critics Circle Film                               | Millor actor britànic                                                              | Anthony Hopkins                                         | Nominat   | [ 38 ] |
| San Francisco Film Critics Circle                        | Millor actor                                                                       | Anthony Hopkins                                         | Nominat   | [ 39 ] |
| San Francisco Film Critics Circle                        | Millor actriu de repartiment                                                       | Olivia Colman                                           | Nominat   | [ 39 ] |
| San Francisco Film Critics Circle                        | Millor muntatge                                                                    | Yorgos Lamprinos                                        | Nominat   | [ 39 ] |
| Medalles del Cercle d'Escriptors Cinematogràfics de 2020 | Millor pel·lícula estrangera                                                       | Florian Zeller                                          | Nominat   | [ 40 ] |
| Premis Goya                                              | Millor pel·lícula europea                                                          | Florian Zeller                                          | Nominat   | [ 41 ] |
| Premis Satellite                                         | Millor pel·lícula                                                                  | Millor pel·lícula                                       | Pendent   | [ 42 ] |
| Premis Satellite                                         | Millor director                                                                    | Florian Zeller                                          | Pendent   | [ 42 ] |
| Premis Satellite                                         | Millor actor                                                                       | Anthony Hopkins                                         | Pendent   | [ 42 ] |
| Premis Satellite                                         | Millor actriu secundària                                                           | Olivia Colman                                           | Pendent   | [ 42 ] |
| Premis Satellite                                         | Millor guió adaptat                                                                | Florian Zeller i Christopher Hampton                    | Pendent   | [ 42 ] |
| Premis Satellite                                         | Millor muntatge                                                                    | Yorgos Lamprinos                                        | Pendent   | [ 42 ] |
| Hollywood Critics Association                            | Millor pel·lícula                                                                  | Millor pel·lícula                                       | Pendent   | [ 43 ] |
| Hollywood Critics Association                            | Millor actor                                                                       | Anthony Hopkins                                         | Pendent   | [ 43 ] |
| Hollywood Critics Association                            | Millor actriu secundària                                                           | Olivia Colman                                           | Pendent   | [ 43 ] |
| Hollywood Critics Association                            | Millor guió                                                                        | Florian Zeller i Christopher Hampton                    | Pendent   | [ 43 ] |
| Hollywood Critics Association                            | Millor muntatge                                                                    | Yorgos Lamprinos                                        | Pendent   | [ 43 ] |
| Globus d'Or                                              | Millor pel·lícula dramàtica                                                        | Millor pel·lícula dramàtica                             | Pendent   | [ 44 ] |
| Globus d'Or                                              | Millor actor dramàtic                                                              | Anthony Hopkins                                         | Pendent   | [ 44 ] |
| Globus d'Or                                              | Millor actriu secundària                                                           | Olivia Colman                                           | Pendent   | [ 44 ] |
| Globus d'Or                                              | Millor guió                                                                        | Florian Zeller i Christopher Hampton                    | Pendent   | [ 44 ] |
| Screen Actors Guild Awards                               | Interpretació destacada d'un actor masculí en un paper principal en una pel·lícula | Anthony Hopkins                                         | Pendent   | [ 45 ] |
| Screen Actors Guild Awards                               | Interpretació destacada d’una actriu amb un paper secundari en una pel·lícula      | Olivia Colman                                           | Pendent   | [ 45 ] |